# Rosa facsarii
Rosa facsarii es una especie de planta del género Rosa, de la familia Rosaceae.

## Taxonomía
Rosa facsarii fue descrita por Ker.-Nagy en 2010.

## Distribución
Se encuentra en el territorio de Hungría.